# Villa Baedeker

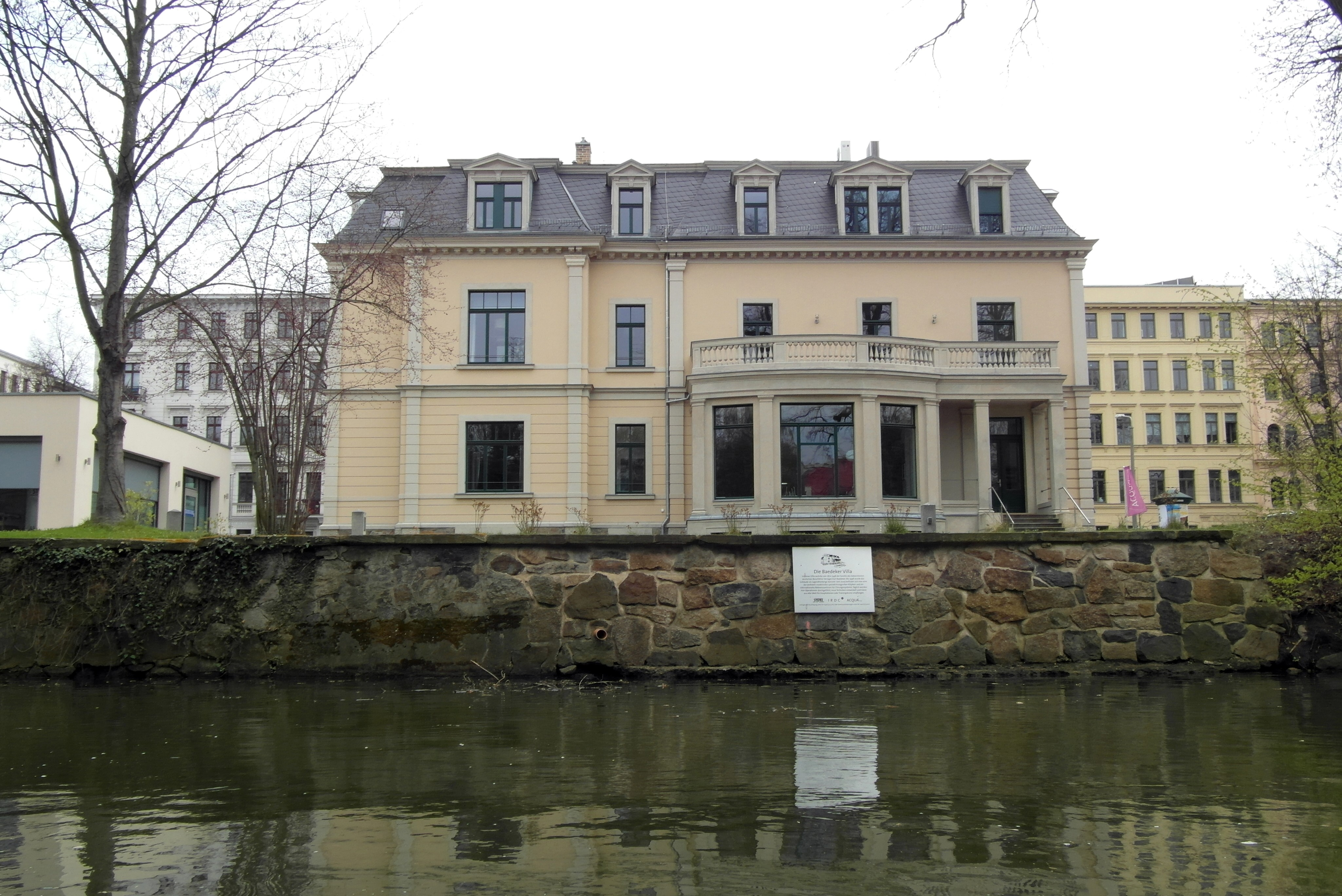
Villa Baedeker (2012)

Die Villa Baedeker ist eine denkmalgeschützte Stadtvilla aus den 1870er Jahren in der Käthe-Kollwitz-Straße 64 im Leipziger Bachviertel, die sich rund siebzig Jahre im Eigentum der Verlegerfamilie Baedeker befand. Heute ist sie Sitz einer Privatklinik für Spezialchirurgie.

## Geschichte
Die Villa wurde 1874/75 nach Plänen des Baudirektors Julius Hoffmann für den Privatmann Fritz Baedeker, Leipziger Reisebuchverleger, in der damaligen Plagwitzer Straße erbaut. Zur Jahrhundertwende 1901 baute der Architekt Bruno Eelbo die Villa um. Nachdem der Firmensitz des Baedeker-Verlages in der Nürnberger Straße im Zweiten Weltkrieg zerstört worden war, diente die Villa als Ausweichquartier für die Geschäfte des Verlages. Im Zuge der Repressalien der sowjetischen Besatzungsmacht nach 1945 wurde der Verlagssitz nach Westdeutschland verlegt. 1948 zog die Familie Baedeker aus dem Gebäude aus.
1953 übernahm die FDJ das Gebäude und wandelte es in die Jugendherberge „Georg Schumann“ um, die es bis 1998 blieb.
Seit 2009 ist die Villa Sitz einer spezialchirurgischen HNO-Klinik (ACQUA Klinik Leipzig GmbH) und eines Referenz- und Entwicklungszentrums für Operationstechnik (IRDC GmbH International Reference and Development Centre for Surgical Technology) um den Mediziner Gero Strauss. Das IRDC ist „Ausgewählter Ort“ der Standortinitiative Deutschland – Land der Ideen.
Seit den 2000er Jahren liegt die Rückseite der Villa am offen gelegten Elstermühlgraben.